# خوزه باریرو (بازیکن فوتبال)
خوزه باریرو (انگلیسی: José Barreiro؛ زادهٔ تاریخ ورودی نامعتبر است) بازیکن فوتبال اهل آرژانتین است.
از باشگاه‌هایی که در آن بازی کرده‌است می‌توان به باشگاه فوتبال استودیانتس و باشگاه فوتبال راسینگ کلوب آویاندا اشاره کرد.